# Herrarnas barr i gymnastik vid olympiska sommarspelen 1992
Herrarnas barr i gymnastik vid olympiska sommarspelen 1992 avgjordes den 27 juli-2 augusti i Palau d'Esports de Barcelona.

## Medaljörer
| Gren           | Guld                | Silver       | Brons                    |
| Herrarnas barr | Vitalj Sjtjerba OSS | Li Jing Kina | Ihor Korobtjynskyj OSS   |
| Herrarnas barr | Vitalj Sjtjerba OSS | Li Jing Kina | Guo Linyao Kina          |
| Herrarnas barr | Vitalj Sjtjerba OSS | Li Jing Kina | Masayuki Matsunaga Japan |

## Resultat

### Final
| Placering | Gymnast                  | Poäng |
| --------- | ------------------------ | ----- |
|           | Vitalj Sjtjerba (EUN)    | 9,900 |
|           | Li Jing (CHN)            | 9,812 |
|           | Ihor Korobtjynskyj (EUN) | 9,800 |
|           | Guo Linyao (CHN)         | 9,800 |
|           | Masayuki Matsunaga (JPN) | 9,800 |
| 6         | Jair Lynch (USA)         | 9,712 |
| 7         | Andreas Wecker (GER)     | 9,612 |
| 8         | Daisuke Nishikawa (JPN)  | 9,575 |